# Bubacar Djaló
Bubacar Boi Djaló (sinh ngày 2 tháng 2 năm 1997 ở Bissau) là một cầu thủ bóng đá người Bồ Đào Nha gốc Guiné-Bissau thi đấu cho Sporting B ở vị trí tiền vệ phòng ngự.

## Sự nghiệp bóng đá
Vào ngày 9 tháng 12 năm 2015 Djaló có màn ra mắt cho Sporting B trong trận đấu tại Giải bóng đá hạng nhất quốc gia Bồ Đào Nha 2015–16 trước Desportivo das Aves coming on ở vị trí substitute cho Daniel Podence.

## Thống kê câu lạc bộ
Tính đến 10 tháng 12 năm 2015
| Câu lạc bộ          | Mùa giải            | Giải vô địch | Giải vô địch | Cúp     | Cúp       | Cúp Liên đoàn | Cúp Liên đoàn | Châu Âu | Châu Âu   | Khác    | Khác      | Tổng cộng | Tổng cộng |
| Câu lạc bộ          | Mùa giải            | Số trận      | Bàn thắng    | Số trận | Bàn thắng | Số trận       | Bàn thắng     | Số trận | Bàn thắng | Số trận | Bàn thắng | Số trận   | Bàn thắng |
| ------------------- | ------------------- | ------------ | ------------ | ------- | --------- | ------------- | ------------- | ------- | --------- | ------- | --------- | --------- | --------- |
| Sporting B          | 2015–16             | 1            | 0            | 0       | 0         | 0             | 0             | 0       | 0         | 0       | 0         | 1         | 0         |
| Sporting B          | Tổng cộng           | 1            | 0            | 0       | 0         | 0             | 0             | 0       | 0         | 0       | 0         | 1         | 0         |
| Tổng cộng sự nghiệp | Tổng cộng sự nghiệp | 1            | 0            | 0       | 0         | 0             | 0             | 0       | 0         | 0       | 0         | 1         | 0         |